# Francis Pickmore
Francis Pickmore, né vers 1756 à Chester et mort le 24 février 1818 à Saint-Jean de Terre-Neuve, est un officier de la Royal Navy et gouverneur de Terre-Neuve de 1817 à 1818.